# Altenmarkt, Weitensfeld im Gurktal
Altenmarkt je naselje v Občini Weitensfeld im Gurktal v Okraju Šentvid ob Glini na Koroškem v Avstriji.